# 1997年太平洋颱風季
1997年太平洋颱風季泛指在1997年全年內的任何時間，於赤道以北及國際換日線以西的太平洋水域所產生的熱帶氣旋。雖然有關方面並沒有設下本颱風季的指定期限，但大部份於西北太平洋的熱帶氣旋通常都會於六月至十二月期間形成。
由于本年度发生的强厄爾尼諾現象，1997年太平洋台风季是有可靠记录以来最为活跃的台风季。依照联合台风警报中心的强度评级标准，本年度共有11个台风成为超级台风，10个达到萨菲尔-辛普森飓风强度等级中的最高等级五级的强度，全风季的累计气旋能量指数达到594，这些数据皆创下了历史上的最高纪录，并且至今尚未被超越。
本條目的範圍僅侷限於赤道以北及國際換日線以西的太平洋水域。於赤道以北及國際換日線以東的太平洋水域產生的風暴則被稱為颶風。在西太平洋產生的熱帶低氣壓是由美國聯合颱風警報中心命名，而在該地區的熱帶低氣壓的編號都以W字母作結。而凡進入或產生於菲律賓風暴責任範圍以內的熱帶低氣壓，菲律賓大氣地理天文部門（PAGASA）都會為它們訂立一個菲律賓名稱，作當地警報用途；因此同一個風暴有時候會有兩個不同的名稱。
以下各熱帶氣旋資訊以熱帶氣存在期間的最強形態為準。

## 已被國際命名的熱帶氣旋

### 熱帶風暴漢娜（Hannah）
PAGASA:Atring
在1997年1月初，一道對流雨雲帶在國際換日線以西近赤道之緯度形成，隨後的一個星期該雲帶穩定地向西推進。於1月18日其組織漸次鞏固，並在19日國際時間零時發展為一股熱帶低氣壓〔01W〕。當時該熱帶低氣壓集結在關島之西南，並被命名為「漢娜」。隨後漢娜的暴風圈快速地形成，在1月20日漢娜移動至雅蒲島附近，其的中心風速達到最高的每小時60海浬。
可是漢娜受到強烈的東南風風切影響而減弱，剩下北邊的環流帶著微弱的雨雲帶。由於漢娜受到一個強大的溫帶氣旋的相互作用影響，強度再度被削弱，路徑亦變得不規則。在22日以後熱帶低氣壓漢娜以西南偏西方向移動，並在1月27日在菲律賓南部棉蘭老島以東一帶海域消散。由於漢娜在後期移動至接近菲律賓，菲律賓氣象部門亦為漢娜命名為Atring。
漢娜並未有導致重大的傷亡報告。

### 颱風伊莎（Isa）
台风伊莎是1997年太平洋台风季中11个超级台风的第1个,也是该台风季的第2个热带气旋.4月12日,一道靠近加罗林群岛的季风槽发展为低压区,一开始,它不规则的移动.加强为热带风暴后,它受其北侧的副热带高压脊引导开始西移.伊莎逐渐加强,于4月20日达到巅峰强度,联合台风警报中心估计其强度为270km/h(一分钟平均风力),日本气象厅估计其强度为155km/h(十分钟平均风力)随后伊莎转向东北,于4月24日并入一大型温带气旋中

### 熱帶風暴利維（Levi）
PAGASA:Bining

### 颱風奧蓓（Opal）
PAGASA:Curing

### 颱風彼德（Peter）
PAGASA:Daling

### 颱風天娜（Tina）
PAGASA:Huling

### 強烈熱帶風暴維克托（Victor）
PAGASA:Goring
維克托於7月31日在香港以南約590公里發展為熱帶低氣壓，初時移動緩慢，翌日早上增強為熱帶風暴並加速向北移，其外圍環流開始影響華南沿岸區域。維克托於當日徬晚增強為強烈熱帶風暴，並於8月2日早上進一步增強為颱風，維克托於當日下午以時速約18公里向北移並直趨香港。維克托於8月2日晚上減弱為強烈熱帶風暴及橫過香港島、大嶼山、青馬大橋，並於深井附近登陸。維克托橫過香港後於8月3日早上減弱為熱帶風暴，並於當日下午減弱為熱帶低氣壓，其後於當晚在湖南減弱為低壓區。

### 颱風芸妮（Winnie）
PAGASA:Ibiang
芸妮於琉球那霸東南方海面形成後大致以西北西方向前進，暴風圈於18日晨進入台灣東北部及北部陸地，當日22時左右在中國浙江省溫州灣附近登陸。溫妮颱風挾帶強風豪雨過境台灣北部及東北部地區。台灣北部及中部山區豪雨不斷，台北天母、內湖、汐止地區嚴重積水及山崩，汐止林肯大郡房屋倒塌。全台灣共有44人死亡、1人失蹤，房屋全倒121間、半倒2間，同時他也是風眼最大的熱帶氣旋。

### 颱風思蒂（Zita）
PAGASA:Luming

### 颱風安珀（Amber）
PAGASA:Miling
艾碧於菲律賓呂宋島東方海面形成後即以西北西後轉西北方向前進，於8月29日03時50分左右在台灣花蓮縣豐濱鄉登陸後，強度減弱，繼續以西北方向前進，於8月29日20時左右由馬祖列島附近登陸中國福建省福州市平潭縣，台灣公路多處坍方，鐵、公路及航空部份交通中斷。花蓮縣、台東縣及宜蘭縣的農業損失嚴重，農業總損失14.6億。全台灣共有1人失蹤，房屋半倒26間。以花蓮縣災情最為嚴重。 

### 颱風艾雲（Ivan）
PAGASA:Narsing

### 強烈熱帶風暴蓮達（Linda）
PAGASA:Openg

### 熱帶風暴莫特（Mort）
PAGASA:Pining

### 颱風帕卡（Paka）
PAGASA:Rubing
在太平洋中部最後形成的颱風在11月28日出現。它向西移動。在12月7日，它在橫過國際換日線時增強為一熱帶風暴。由於當時它所處的大氣環境不能使它有更進一步的發展，柏加在12月10日才增強為一颱風。五天後，聯合颱風警報中心將帕卡升格為超級颱風。它也是本年度第十一個被聯合颱風警報中心升格為超級颱風的熱帶氣旋。

## 未被國際命名的熱帶氣旋
在1997年，雖然有大多數的熱帶氣旋已被命名，仍然還有少數沒被命名的熱帶低氣壓的熱帶氣旋。以下列出那些熱帶氣旋的資料。

## 熱帶氣旋名單
西北太平洋的颱風是由聯合颱風警報中心命名直至1999年太平洋颱風季完結。
| - Ann - Bart - Cam - Dan - Eve - Frankie - Gloria - Herb - Ian - Joy - Kirk - Lisa - Marty - Niki - Orson - Piper - Rick - Sally - Tom - Violet - Willie - Yates - Zane | - Able - Beth - Carlo - Dale - Ernie - Fern - Greg - Hannah 9701 - Isa 9702 - Jimmy 9703 - Kelly 9704 - Levi 9705 - Marie 9706 - Nestor 9707 - Opal 9708 - Peter 9709 - Rosie 9710 - Scott 9711 - Tina 9712 - Victor 9713 - Winnie 9714 - Yule 9715 - Zita 9716 | - Amber 9717 - Bing 9718 - Cass 9719 - David 9721 - Ella 9722 - Fritz 9723 - Ginger 9724 - Hank 9725 - Ivan 9726 - Joan 9727 - Keith 9728 - Linda 9729 - Mort 9730 - Nichole - Otto - Penny - Rex - Stella - Todd - Vicki - Waldo - Yanni - Zeb | - Alex - Babs - Chip - Dawn - Elvis - Faith - Gil - Hilda - Iris - Jacob - Kate - Leo - Maggie - Neil - Olga - Paul - Rachel - Sam - Tanya - Virgil - Wendy - York - Zia |

其中颱風奧利華（Oliwa）和颱風柏加（Paka）橫過國際換日線，進入了西太平洋。

### 菲律賓熱帶氣旋命名法
菲律賓大氣地理天文部門（PAGASA）使用自己一套命名法，作於該國風暴責任範圍內的熱帶氣旋命名之用。名單每四年循環再用，因此本年名單與1993年太平洋颱風季的名單相同，官方暫時未公佈名稱更換。本年未用名稱以灰色字表示，黑體字表示今年已經使用過，粗體名稱則表示該風暴活躍中，橙色表示下一個將會使用的名稱。
| - Atring 9701 - Bining 9705 - Kuring 9708 - Daling 9709 - Elang 9710 | - Goring 9713 - Huling 9712 - Ibiang 9714 - Luming 9717 - Miling 9718 | - Narsing 9728 - Openg 9731 - Pining 9732 - Rubing 9733 - Saling | - Tasing - Unsing - Walding - Yeyeng - Anding | - Binang - Kadiang - Dinang - Epang - Gundang |

## 参見
- 2000年以前強烈颱風列表

## 內部連結
- 1997年大西洋颶風季
- 1997年太平洋颶風季
- 1997年北印度洋氣旋季
- 1996－1997年西南印度洋熱帶氣旋季
- 1996－1997年澳洲地區熱帶氣旋季
- 1996－1997年南太平洋熱帶氣旋季
- 1997－1998年西南印度洋熱帶氣旋季
- 1997－1998年澳洲地區熱帶氣旋季
- 1997－1998年南太平洋熱帶氣旋季

## 外部連結
- 聯合颱風警報中心
- 中央氣象台-颱風實時路徑顯示
- 日本氣象廳熱帶氣旋資訊（页面存档备份，存于）
- 菲律賓大氣地理天文部門熱帶氣旋資訊
- 中央氣象局全球資訊網（页面存档备份，存于）
- 香港天文台熱帶氣旋資訊（页面存档备份，存于）
- 澳門地球物理暨氣象局熱帶氣旋資訊（页面存档备份，存于）
- 熱帶氣旋衛星影像（页面存档备份，存于）
- 數位颱風—熱帶氣旋資料及圖片（页面存档备份，存于）